# پل استالتری
پل استالتری (انگلیسی: Paul Stalteri؛ زادهٔ ۱۸ اکتبر ۱۹۷۷ بازیکن سابق و مربی فوتبال اهل کانادا است که در پست هافبک و مدافع بازی می‌کرد.
از باشگاه‌هایی که در آن بازی کرده‌است می‌توان به باشگاه فوتبال بروسیا مونشن‌گلادباخ، باشگاه ورزشی وردر برمن، باشگاه فوتبال فولام، و باشگاه فوتبال تاتنهام هاتسپر اشاره کرد.
وی همچنین در تیم‌های ملی فوتبال زیر ۲۳ سال کانادا و کانادا بازی کرده‌است.